# Комесаријат за избеглице и миграције Републике Србије
Комесаријат за избеглице и миграције Републике Србије је посебна организација у државној управи која се бави стручним пословима и са њима повезаних послова који се везаних за избеглице и мигранте.

## Историјат
Комесаријат за избеглице и миграције Републике Србије је основана првобитно под називом Комесаријат за избеглице доношењем Закона о избеглицама 1992. године, а усвајањем Закона о управљању миграцијама 2012. године добија садашњим именом.

## Надлежност

### Избеглице
Комесаријат за избеглице и миграције обавља послове са избеглицама који се односе на:
- признавање и престанак статуса избеглица
- збрињавање избеглица
- регистрацију избеглица
- усклађивање пружања помоћи избеглицама од стране других органа и организација у земљи и иностранству и старање о равномерном и благовременом пружању помоћи
- обезбеђивање смештаја, односно размештаја избеглица на подручја јединица локалне самоуправе
- предузимање мера за повратак избеглица
- решавање стамбених потреба у складу са Законом о избеглицама
- вођење евиденција из своје надлежности и установљавање база података и обавља друге послове утврђене Законом о избеглицама

### Миграције
Комесаријат за избеглице и миграције обавља послове са мигрантима који се односе на:
- предлагање Влади циљева и приоритета миграционе политике
- предлагање Влади мера ради постизања позитивних ефеката законитих миграција и сузбијања незаконитих миграција
- праћење спровођења мера миграционе политике
- пружање органима државне управе, аутономне покрајине и јединице локалне самоуправе података од значаја за израду стратешких докумената из области миграција, предлагање пројеката из области управљања миграцијама из делокруга свог рада и израду годишњег извештаја Влади о стању у области управљања миграцијама
- утврђивање, предлагање и предузимање мера за интеграцију лица којима је, у складу са Законом о азилу и привременој заштити, признато право на уточиште
- утврђивање, предлагање и предузимање мера за реинтеграцију повратника по основу споразума о реадмисији
- побољшање услова живота интерно расељених лица док су у расељеништву
- предлагање програма за развијање система мера према породицама странаца који илегално бораве на територији Републике Србије и предлагање програма за подршку добровољног повратка странаца који илегално бораве на територији Републике Србије у земљу њиховог порекла
- прикупљање, обједињавање и анализу података и показатеља за управљање миграцијама
- извештавање о имиграцији и емиграцији
- израду и редовно ажурирање миграционог профила Републике Србије
- успостављање јединственог система за прикупљање, организовање и размену података
- успостављање сарадње са члановима Европске миграционе мреже
- обуку и оспособљавање лица која обављају послове од значаја за управљање миграцијама, старање о доступности информација од значаја за миграциона питања
- води јединствену евиденцију несталих лица у оружаним сукобима и у вези са оружаним сукобима на простору бивше СФРЈ од 1991. до 1995. године и Аутономне покрајине Косово и Метохија од 1998. до 2000. године
- води евиденцију о ексхумираним, идентификованим и неидентификованим посмртним остацима из појединачних и масовних гробница
- издаје потврде о чињеницама о којима води службене евиденције
- врши исплату трошкова ексхумације, идентификације, погребне опреме и превоза посмртних остатака идентификованих лица до места сахране у Републици Србији, односно до границе – уколико се ради о прекограничном преносу посмртних остатака, као и трошкова услуга експерата судске медицине или тимова експерата одговарајућих установа за судску медицину, ангажованих за потребе рада Комисије за нестала лица
- врши исплату једнократне новчане помоћи за трошкове сахране у висини накнаде погребних трошкова утврђене законом којим се уређује пензијско и инвалидско осигурање
- додељује средства за финансирање програма удружења породица несталих лица у складу с прописима којима се уређује финансирање програма од јавног интереса која реализују удружења
- као и друге послове одређене законом

## Центри за азил и прихватни центри
Комесаријат за избеглице и миграције управља следећим центрима за азил и прихватним центрима:
- Центар за азил Бања Ковиљача
- Центар за азил Сјеница
- Центар за азил Тутин
- Центар за азил Крњача
- Центар за азил Врање
- Центар за азил Обреновац
- Прихватни центар Прешево
- Прихватни центар Адашевци
- Прихватни центар Принциповац
- Прихватни центар Шид-Станица
- Прихватни центар Пирот
- Прихватни центар Димитровград
- Прихватни центар Босилеград
- Прихватни центар Суботица
- Прихватни центар Сомбор
- Прихватни центар Кикинда